# Silvester (uitgeverij)
Silvester is een Nederlandse uitgeverij van stripverhalen. Deze publiceert onder een eigen label Nederlandstalige uitgaven van titels uit binnen- en buitenland. Silvester is onderdeel van de gelijknamige stripwinkel die zich in 1991 vestigde aan de Snellestraat 8 in 's-Hertogenbosch. Vanaf 1997 geeft Silvester ook zelf boeken uit. Winkelier Silvio van der Loo opende op 16 juni 2011 een tweede vestiging van Silvester aan de Heuvelstraat 128 in Tilburg. In beide panden worden niet alleen eigen uitgaven verkocht, maar ook een assortiment van andere binnen- en buitenlandse distributeurs en Amerikaans comics.

## Uitgaven (alfabetische volgorde)
- Allan Mac Bride
- Angel Wings
- Bone
- Centaurus
- Cosa Nostra
- Het dagboek van Cerise
- DirkJan
- Drakenbloed
- Dylan Dog
- Eugène
- Frenchman
- Het Felix Flux Museum
- Gilles de Geus
- Gung Ho
- De Havik
- Kobijn
- De Legendariërs

- De lemen troon
- Marie der Draken
- Marq Denkt
- Okko
- Orion
- Peer de Plintkabouter
- Pol
- Prins Valiant
- Robilar de meesterlijke kat
- Scribbly
- Uur U
- De verborgen geschiedenis
- Vijftien en een ½
- The Walking Dead
- Wollodrïn
- Zeven

Van 2003 tot en met 2006 bracht Silvester het MYX Stripmagazine uit.